# 1234 (Cristian D)
1234 is een lied van de Nederlandse rapper Cristian D in samenwerking met de rapper Bilal Wahib en producer La$$a. Het werd in 2022 als single uitgebracht.

## Achtergrond
1234 is geschreven door Bernard Crabbe, Bilal Wahib, Cristian D en Yves Lassally en geproduceerd door La$$a. Het is een nummer uit het genre nederhop. In het lied vertellen de liedvertellers dat ze aandacht krijgen van veel andere meiden, maar dat hun liefde voor het meisje is waar het lied naar gericht is. Het is de eerste keer dat de drie artiesten met elkaar samenwerken. Cristian D en Wahib waren in 2022 nogmaals samen te horen op het lied Als je bij me blijft. De single heeft in Nederland de gouden status.

## Hitnoteringen
De artiesten hadden in Nederland succes met het lied. Het piekte op de achtste plaats van de Single Top 100 en stond acht weken in de lijst. Er was geen notering in de Top 40, maar het kwam tot de zesde plaats van de Tipparade.